# Вялков, Юрий Яковлевич
Юрий Яковлевич Вялков (1940—2018) — советский работник промышленности, слесарь-инструментальщик Пермского завода аппаратуры дальней связи, Герой Социалистического Труда (1981).

## Биография
Родился 24 октября 1940 года в городе Усолье Молотовской области, ныне Пермского края, в семье рабочих. 
Окончил среднюю школу и профессионально-техническое училище № 4 в Перми в 1960 году. С марта этого же года начал работать на Пермском заводе аппаратуры дальней связи (также назывался «п/я № 92», ныне — публичное акционерное общество «Морион») — сначала слесарем в сборочно-монтажном цехе, затем слесарем-инструментальщиком. 
В 1960—1962 годах Юрий Вялков служил в Советской армии. После увольнения в запас вернулся на завод. За годы работы в совершенстве освоил свою специальность — слесарь-инструментальщик высшей квалификации. С 1968 года работал с личным клеймом качества без контроля ОТК. Предложил и внедрил в производство свыше 60 рационализаторских предложений. Обучал своей специальности молодых рабочих. На заводе проработал по 2005 год, когда вышел на пенсию. В 1987 году без отрыва от производства окончил Пермский механико-технологический техникум. Был членом КПСС.
Проживал в городе Пермь.
В Дзержинском райкоме КПСС, Пермь, Пермская область, находятся документы, относящиеся к Ю. Я. Вялкову.

## Награды
- Указом Президиума Верховного Совета СССР от 10 марта 1981 года за выдающиеся успехи в выполнении пятилетнего плана и в производстве изделий новой техники Вялкову Юрию Яковлевичу было присвоено звание Героя Социалистического Труда с вручением ордена Ленина и золотой медали «Серп и Молот».[3]
- Также был награжден вторым орденом Ленина (29.03.1976) и орденом «Знак Почёта» (26.04.1971), а также медалями среди которых «За доблестный труд. В ознаменование 100-летия со дня рождения В. И. Ленина» и «Ветеран труда».
- Имеет нагрудный знак «Почётный работник промышленности средств связи».
- В 1981 году Ю. Я. Вялков был занесён в областную Галерею трудовой славы.
- В 1997 году занесён в Книгу Почёта Индустриального района Перми.